# 小洛布明
小洛布明是奥地利施蒂利亚州克尼特尔费尔德县的一个市镇。总面积47.12平方公里，总人口715人，人口密度15.2人/平方公里（2005年）。